# Carl Boese
Carl Eduard Hermann Boese (* 26. August 1887 in Berlin; † 8. Juli 1958 ebenda) war ein deutscher Filmregisseur, Drehbuchautor und Filmproduzent.

## Leben
Carl Boese, Sohn eines Glas- und Porzellanwarenhändlers, studierte nach dem Abitur an den Universitäten Berlin und Leipzig Theaterwissenschaft, Kunstgeschichte und Philosophie. Danach arbeitete er als Verlagslektor und schließlich als Dramaturg am Stadttheater Leipzig. Während des Ersten Weltkrieges wurde er 1916 als Soldat so schwer verwundet, dass ein Arm dauerhaft gelähmt blieb. Danach arbeitete er zunächst als Journalist und Filmkritiker und kam als Dramaturg und Drehbuchautor der kleinen Berliner Firma Deuko (Deutsche Kolonial-Film GmbH) zum Film. Als Regisseur verschiedener Produktionsfirmen bediente er den wachsenden Markt mit einer Vielzahl schnell abgedrehter, thematisch vielseitiger und qualitativ meist unbedeutender Spielfilme.
Im September 1918 gründete er mit seinem Bruder Hermann Boese (1890–1966) und Ernst Sachs die Firmament Gesellschaft für Filmfabrikation mbH. Gemeinsam mit Paul Wegener inszenierte Carl Boese 1920 seinen einzigen filmhistorisch bedeutenden Film: Der Golem, wie er in die Welt kam. Der nach einem Drehbuch von Wegener und Henrik Galeen realisierte Film gilt als Meisterwerk des deutschen expressionistischen Kinos. Als die Zusammenarbeit mit Galeen und Wegener beendet war, kehrte Boese zum Kolportagefilm zurück; mit dem Film Die schwarze Schmach (1921) inszenierte er sogar einen rassistischen, antifranzösischen Propagandafilm. 1926 gründete er in Berlin die Carl Boese-Film GmbH, die bis 1933 dreizehn Filme hervorbrachte, in denen Boese meist auch selbst Regie führte. Seine einzige interessante Regiearbeit der späten 1920er Jahre war der verhalten sozialkritische Film Kinder der Straße (1929). Seine bevorzugten Darsteller waren Lissy Arna, Lucie Englisch, Gerhard Dammann, Julius Falkenstein, Otto Gebühr, Fritz Kampers und Paul Hörbiger.
Carl Boeses frühe Tonfilme waren populäre Militärkomödien, die wegen ihrer politischen Rechtslastigkeit häufig von der Kritik angegriffen wurden. 1931 inszenierte er einen Film über den Musikclown Grock alias Adrian Wettach. Nach dem Regierungsantritt der NSDAP drehte er weiterhin anspruchslose Komödien, oft mit Grethe Weiser, Jenny Jugo, Georg Alexander, Fritz Odemar, Rudolf Platte, Theo Lingen oder Heinz Rühmann. Diese Filme waren in jeder Hinsicht Massenware – selbst in den Augen der Filmprüfer, die keinem einzigen der gut vier Dutzend Filme, die Boese zwischen 1933 und 1945 drehte, ein Prädikat verliehen. Von 1935 bis 1937 war Boese der erste Intendant des Fernsehsenders Paul Nipkow.
Nach dem Ende des Zweiten Weltkrieges konnte Carl Boese seine Karriere mühelos fortsetzen und inszenierte in der Bundesrepublik 13 weitere Kinofilme, deren Titel heute überwiegend vergessen sind. Kurz vor seinem Tod Ende der 1950er Jahre wandte er sich neben dem Kinogeschäft auch dem Werbe- und Kulturfilm zu.
Boese war dreimal verheiratet, nämlich mit den Schauspielerinnen Grete Hollmann (1920), Margot Hollaender (1932) und Elena Luber (1938).

## Filmografie
Regie, wenn nicht anders angegeben:
- 1917: Farmer Borchardt
- 1917: Der Verräter – Regie, Drehbuch
- 1918: Der Fluch des Nuri
- 1918: Die Wette um eine Seele – Regie, Produzent
- 1918: Der Fliegentüten-Othello
- 1918: Donna Lucia
- 1918: Liebe und Leben – 3. Teil: Zwei Welten
- 1918: Nocturno der Liebe
- 1919: Im letzten Augenblick
- 1919: Dolores
- 1919: Die Geisha und der Samurai – Regie, Produzent
- 1919: Die gestohlene Seele
- 1919: Verschleppt
- 1919: Gepeitscht
- 1919: Die Sumpfhanne
- 1919: Der Teufel und die Madonna – Regie, Produzent
- 1919: Fluch der Vergangenheit
- 1919: Der Tintenfischclub
- 1920: Die Präriediva
- 1920: Das Lied der Puszta
- 1920: Erpreßt
- 1920: Die Tänzerin Barberina
- 1920: Um Diamanten und Frauen – Regie, Drehbuch
- 1920: Drei Nächte – Regie, Produzent
- 1920: Der Golem, wie er in die Welt kam
- 1921: Die schwarze Schmach
- 1921: Das Floss der Toten
- 1921: Der Schrecken der roten Mühle
- 1921: Der Gang durch die Hölle – Regie, Drehbuch
- 1923: Graf Cohn
- 1923: Maciste und die chinesische Truhe
- 1924: Sklaven der Liebe – Regie, Drehbuch
- 1924: Die Frau im Feuer
- 1925: Krieg im Frieden
- 1925: Heiratsschwindler
- 1925: Die drei Portiermädel
- 1925: ...und es lockt ein Ruf aus sündiger Welt
- 1925: Wenn Du eine Tante hast
- 1925: Die eiserne Braut
- 1926: Es blasen die Trompeten
- 1926: Grüß mir das blonde Kind am Rhein
- 1926: Der Mann ohne Schlaf
- 1926: Die letzte Droschke von Berlin
- 1926: Nanette macht alles
- 1926: Kubinke, der Barbier, und die drei Dienstmädchen
- 1926: Der Seekadett
- 1926: Ledige Töchter
- 1926: Die Sporck’schen Jäger – Drehbuch, Produzent
- 1927: Das edle Blut
- 1927: Die elf Teufel – Regie (Künstlerische Oberleitung), Produzent
- 1927: Die weiße Spinne
- 1927: Die indiskrete Frau
- 1927: Die heilige Lüge – Produzent
- 1927: Schwere Jungen – leichte Mädchen – Regie, Produzent
- 1928: Der Piccolo vom Goldenen Löwen – Regie, Produzent
- 1928: Wenn die Mutter und die Tochter... – Regie, Produzent
- 1928: Eva in Seide – Regie, Drehbuch, Produzent
- 1928: Ossi hat die Hosen an – Regie, Produzent
- 1928: Lemkes sel. Witwe – Regie, Drehbuch, Produzent
- 1929: Kinder der Straße
- 1929: Geschminkte Jugend – Regie, Produzent
- 1929: Bobby, der Benzinjunge – Regie, Produzent
- 1930: Alimente
- 1930: L’amour chante – Drehbuch
- 1930: El amor solfeando – Manuskript
- 1930: O Mädchen, mein Mädchen, wie lieb' ich Dich!
- 1930: Ehestreik
- 1930: Der Detektiv des Kaisers
- 1930: Komm' zu mir zum Rendezvous/Rendez-vous (Regie, Drehbuch)
- 1930: Bockbierfest
- 1930: Drei Tage Mittelarrest
- 1931: Vater geht auf Reisen
- 1931: Der Schrecken der Garnison
- 1931: Keine Feier ohne Meyer
- 1931: Kasernenzauber
- 1931: Grock
- 1931: Dienst ist Dienst
- 1931: Meine Cousine aus Warschau
- 1931: Die schwebende Jungfrau
- 1931: Der ungetreue Eckehart
- 1932: Vous serez ma femme
- 1932: Der schönste Mann im Staate
- 1932: Drei von der Kavallerie
- 1932: Man braucht kein Geld
- 1932: Lumpenkavaliere/Wiener Lumpenkavaliere
- 1932: Der Frechdachs
- 1932: Theodor Körner
- 1932: Annemarie, die Braut der Kompanie
- 1932: Madame hat Besuch
- 1932: Paprika
- 1933: Die kalte Mamsell
- 1933: Der große Trick
- 1933: Gretel zieht das große Los
- 1933: Eine Frau wie Du
- 1933: Das Blumenmädchen vom Grand-Hotel
- 1933: Die Unschuld vom Lande
- 1933: Die Herren vom Maxim
- 1933: Heimkehr ins Glück
- 1933: Roman einer Nacht
- 1933: Gruß und Kuß, Veronika!
- 1933: Drei blaue Jungs – ein blondes Mädel – Regie, Produzent
- 1933: Das Lied vom Glück/Es gibt nur eine Melodie
- 1934: Schützenkönig wird der Felix
- 1934: Der Schrecken vom Heidekrug
- 1934: Meine Frau, die Schützenkönigin
- 1934: Lisetta
- 1934: ...heute abend bei mir
- 1934: Herz ist Trumpf
- 1934: Fräulein Frau
- 1934: Liebe dumme Mama
- 1935: Wenn ein Mädel Hochzeit macht
- 1935: Eine Nacht an der Donau
- 1935: Der Gefangene des Königs
- 1935: Ein ganzer Kerl
- 1935: Die Fahrt in die Jugend
- 1935: Ein falscher Fuffziger
- 1936: Der verkannte Lebemann
- 1936: Männer vor der Ehe
- 1936: Engel mit kleinen Fehlern
- 1936: Dahinten in der Heide
- 1937: Der Klapperstorchverband
- 1937: Wie der Hase läuft
- 1937: Abenteuer in Warschau
- 1937: Dyplomatyczna żona – Regie
- 1937: Mädchen für alles
- 1938: War es der im 3. Stock?
- 1938: Heiraten - aber wen?
- 1938: Schüsse in Kabine 7
- 1938: Fünf Millionen suchen einen Erben
- 1938: Steputat & Co.
- 1938: Schwarzfahrt ins Glück
- 1939: Hallo Janine
- 1939: Drei Väter um Anna
- 1939: Meine Tante, deine Tante
- 1940: Polterabend
- 1941: Hochzeitsnacht
- 1941: Familienanschluß
- 1941: Alles für Gloria – Regie, Drehbuch
- 1941: La famiglia Brambilla in vacanza
- 1943: Leichtes Blut
- 1943: Lascia cantare il cuore – Regie
- 1943: … und die Musik spielt dazu – Regie, Drehbuch
- 1944: Um neun kommt Harald
- 1944: Das Hochzeitshotel
- 1944/49: Der Posaunist – Regie, Drehbuch
- 1948: Beate – Regie, Drehbuch
- 1950: Wenn Männer schwindeln
- 1951: Unschuld in tausend Nöten – Regie, Drehbuch
- 1952: Der keusche Lebemann
- 1953: Das Nachtgespenst
- 1953: Frauen, Filme, Fernsehfunk
- 1953: Der Onkel aus Amerika
- 1953: Der keusche Josef
- 1955: Die spanische Fliege
- 1956: Meine Tante – deine Tante
- 1957: Vater macht Karriere